# وانغ دونغ (لاعب كرة قدم مواليد 1995)
وانغ دونغ هو لاعب كرة قدم صيني، ولد في 6 يناير 1995.